# Делурени (Ваља Маре)
Делурени (рум. Delureni) насеље је у Румунији у округу Валча у општини Ваља Маре. Oпштина се налази на надморској висини од 233 m.

## Становништво
Према подацима из 2002. године у насељу је живело 386 становника, од којих су сви румунске националности.